# Micrixalus kottigeharensis
Micrixalus kottigeharensis – gatunek płaza bezogonowego z rodziny Micrixalidae, zamieszkujący endemicznie pasmo górskie Ghaty Zachodnie na południu Indii. Jest narażony na wyginięcie.
W 1937 roku indyjski zoolog C.R. Narayan Rao zbadał pojedynczy okaz płaza bezogonowego schwytanego w Kottigehara w Indiach i opisał go jako nowy gatunek Philautus kottigeharensis. W 2001 Bossuyt i Dubois przenieśli takson do rodzaju Micrixalus. Holotyp nie został zachowany.
17 listopada 2011 roku w Kottigehara w dystrykcie Chikmagalur wraz z licznymi okazami siostrzanych gatunków z rodzaju Micrixalus schwytano neotyp M. kottigeharensis. Był to samiec i został oznaczony symbolem BNHS 5747. Płaz zamieszkuje w lasach pasma górskiego Ghaty Zachodnie położonego w stanie Karnataka na południu Indii. Przeprowadzone badania morfologiczne i genetyczne schwytanych okazów pozwoliły na włączenie w 2014 rozróżnianych dotychczas gatunków Micrixalus narainensis i M. swamianus do M. kottigeharensis.
Samce płazów z rodzaju Micrixalus w okresie godowym starają się zwrócić na siebie uwagę samic, wykonując specyficzne wymachy tylnych kończyn. Z tego powodu płazy te są nazywane tańczącymi żabami (ang. dancing frogs).